# Janów (gmina Grabów)
Janów – wieś w Polsce położona w województwie łódzkim, w powiecie łęczyckim, w gminie Grabów.
W latach 1975–1998 miejscowość należała administracyjnie do województwa konińskiego.
Nieopodal miejscowości, na południe od drogi prowadzącej do wsi, zachowały się pozostałości zabytkowego cmentarza ewangelickiego. W wyniku zawieruch dziejowych z całej nekropolii ocalały elementy kamiennego ogrodzenia, parę zdewastowanych pomników z inskrypcjami w języku niemieckim oraz kuty żelazny krzyż. Cmentarz posiada status zabytku i podlega ochronie prawnej.